# Le Rêve (film, 1931)
Pour les articles homonymes, voir Le Rêve.

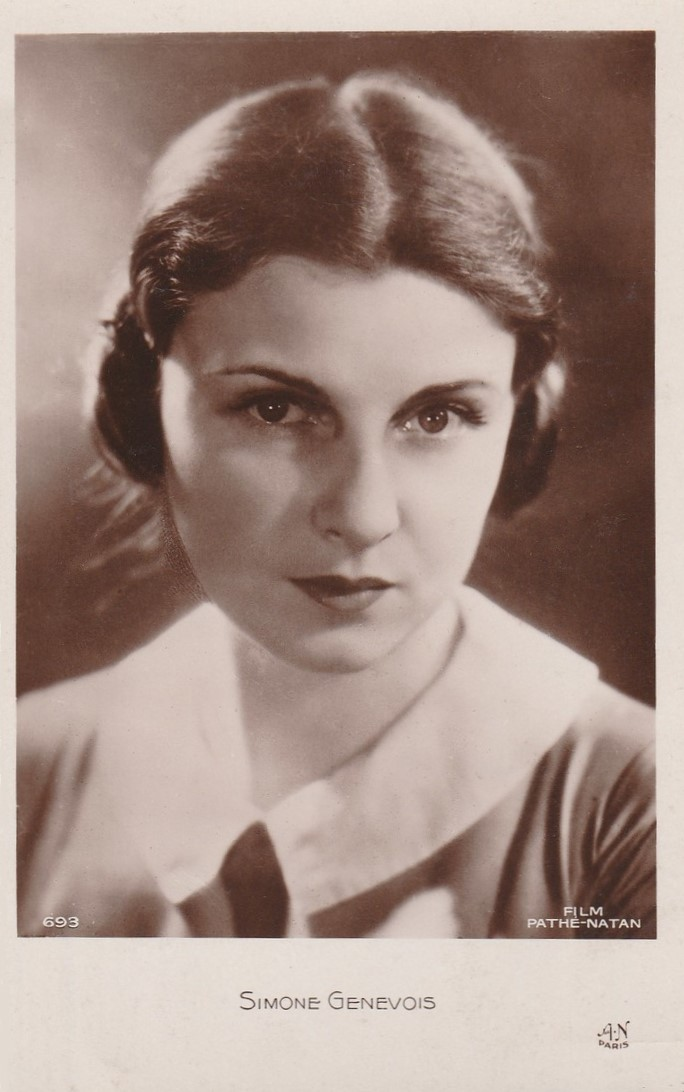
Simone Genevois interprétant le rôle d'Angélique dans Le Rêve (1931).

Le Rêve est un film français réalisé par Jacques de Baroncelli, sorti en 1931.

## Synopsis
Lors de ce rude hiver, à l'approche de Noël, Angélique, une enfant pauvre, est trouvée par un vieux couple, Hubertine et Hubert. Mais ce couple n'est pas des plus riches, et la vie de cette petite famille est dure et laborieuse. Angélique se plaît à s'évader en ville, pour rêver. Un jour, elle rencontre Félicien, dont elle tombe amoureuse. Mais on lui apprend que ce bel homme est le fils de l'évêque, que l'épouser est donc impossible.

## Fiche technique
- Titre : Le Rêve
- Réalisation : Jacques de Baroncelli
- Scénario : Jean-Jacques Bernard, d'après Émile Zola
- Décors : Robert Gys
- Costumes : Inconnu
- Photographie : Louis Chaix
- Montage : Marthe Poncin
- Musique : Roland-Manuel
- Société de production : Pathé-Natan
- Production : Inconnu
- Pays d'origine : France
- Format : Noir et blanc - 1,33:1 - Son mono - 35 mm
- Genre : Romance, drame
- Durée : 70 minutes
- Date de sortie :france :  23 juillet 1931

## Distribution
- Simone Genevois : Angélique
- Jaque Catelain : Félicien
- Charles Le Bargy : Monsieur de Hautecoeur
- Germaine Dermoz : Hubertine
- Jean Joffre : L'abbé Cornille
- Gilberte Savary : Angélique enfant
- Paul Amiot : Hubert
- Raymond Galle : Le médecin

## Récompenses
Il reçut le prix Simone Genevois.

## Commentaires
Seconde adaptation par Baroncelli de l'œuvre d'Émile Zola, le réalisateur en avait tiré une première version muette dix ans plus tôt : voir Le Rêve.